# Polana, Murska Sobota
Polana este o localitate din comuna Murska Sobota, Slovenia, cu o populație de 198 de locuitori.